# Liste der Baudenkmäler in Kardorf (Bornheim)
Die Liste der Baudenkmäler in Kardorf (Bornheim) enthält die denkmalgeschützten Bauwerke auf dem Gebiet von Bornheim (Rheinland)-Kardorf in Nordrhein-Westfalen (Stand: Februar 2014). Diese Baudenkmäler sind in der Denkmalliste der Stadt Bornheim (Rheinland) eingetragen; Grundlage für die Aufnahme ist das Denkmalschutzgesetz Nordrhein-Westfalen (DSchG NRW).

| Bild           | Bezeichnung                 | Lage                                      | Beschreibung | Bauzeit | Eingetragen seit | Denkmal- nummer |
| -------------- | --------------------------- | ----------------------------------------- | ------------ | ------- | ---------------- | --------------- |
| weitere Bilder | Pfarrkirche St. Josef       | Kardorf Travenstraße 11 Karte             |              | 1933    |                  | 33              |
| weitere Bilder | Wegekreuz                   | Kardorf Uhlstraße                         |              |         |                  | 89              |
| weitere Bilder | Wegekreuz                   | Kardorf Lindenstraße / Travenstraße Karte |              |         |                  | 92              |
| weitere Bilder | Heiligenhäuschen            | Kardorf Lindenstraße 4 Karte              |              |         |                  | 146             |
| weitere Bilder | Hofanlage „Pielshof“        | Kardorf Travenstraße 20 Karte             |              |         |                  | 172             |
| weitere Bilder | Fachwerkhofanlage           | Kardorf Lindenstraße 51 Karte             |              |         |                  | 173             |
| weitere Bilder | Ehemalige Fachwerkhofanlage | Kardorf Uhlstraße 25 Karte                |              |         |                  | 186             |
| weitere Bilder | Fachwerkhof                 | Kardorf Uhlstraße 27 Karte                |              |         |                  | 187             |